# まい・ほーむ
『まい・ほーむ』は竹書房の雑誌『まんがくらぶ』で連載されたむんこの4コマ漫画作品。続編の『ゆあまいん』も本項で取り扱う。

## 概要
ふたり暮らしの父娘のやりとりを中心に、学校や会社など周囲の人々とのふれあいを描いたコメディー作品。
2002年10月のまんがくらぶ準月間賞として第9回竹書房漫画新人賞佳作を受賞した同名の投稿作をもとに、数度の読み切り掲載を経て『まんがくらぶ』2004年1月号より連載となった。
作品の舞台は、作者の別作品『らいか・デイズ』などと同じく花丸町で、父の勤務先は『がんばれ!メメ子ちゃん』と同じ花丸商事。タイトルは「我が家」を意味する「マイ・ホーム (my home)」と主人公の名である「舞（まい）」に由来する。
『まんがくらぶオリジナル』2006年8月号付録および『まんがライフセレクション』2008年7月7日号では『がんばれ!メメ子ちゃん』の主人公・メメ子と共演した特別編も描かれ、第3巻に収録された。
『まんがくらぶ』2007年10月号で本作の一時休載を発表。その理由として「身辺がおちついたら再開」と記載されているが、同じ作者の『らいか・デイズ』を連載する『まんがホーム』2007年8月号で作者自身の懐妊が発表されており、休載の理由はこれであると推測される。約2年後の2009年9月号で連載再開、2010年5月号で完結。
『まんがくらぶ』2010年9月号・2011年1月号ゲストを経て6月号から2013年12月号まで、舞の中学校卒業から高校2年生の初めまでを描いた続編『ゆあまいん』が連載された。『ゆあまいん』では、舞と吉岡の恋物語が主軸となった。路線の変化に対して、作者は『まい・ほーむ』終盤の展開に対する反省や、「舞を幸せにしたい」の思いをコメントしている。
完結後も、作者ブログ「むんこのおしらせ」にて、『春と秋について』とのコラボ漫画が数編公開されている（雑誌及び単行本には未収録）。
『まい・ほーむ』は、『サザエさん』同様に登場人物が歳を重ねない設定で連載されていた（最終回は除く）が、『ゆあまいん』は歳を重ねる設定で連載された。

## 主な登場人物

### 堀川家
堀川 舞（ほりかわ まい）
本作の主人公。花丸小学校3年2組（最終回で4年生に進級）。9月生まれ。父と日々を慌ただしくかつ楽しんで暮す。家事全般をこなしつつ、子供っぽい父の尻を蹴飛ばしながら叱咤するしっかり者。成績はお世辞にも良いとは言えないが、家事全般の腕はプロの主婦並み。花丸商事の旅行に参加したり、忘れ物を届けに会社を訪れたりしているので父の同僚達とも面識があり、営業部の人気者。常に父（ = 男）の世話に追われる家庭環境の影響で、恋愛や結婚に対しては極端に冷めている。年齢以上にしたたかで大人びている反面、子供っぽく振舞うことが苦手。ただしそれは人前での話で、誰にも気遣わなくて良い状況下でなら素直な子供っぽさを見せることも多い。怖いものが嫌いで、テレビで怪談を見た夜は一人でトイレに行けなくなってしまうような一面もある。名前は父が銀杏が舞うのを見て名付けられたという。『らいか・デイズ』の高橋悠美と同じ縦割り班に属しており、同作品でたまにゲスト出演している。
『ゆあまいん』でも、引き続き主人公を務める。吉岡の告白を受け入れ、周囲に支えられながらも交際を重ねていくことに。『まい・ほーむ』では頻繁に見られた暴力的なツッコミは激減し、逆にクラスメイトから（主に吉岡への対応に関して）ツッコミを食らう場面も多くなった。
『だから美代子です』にもゲスト出演したことがあり、小学生の頃の姿と成長した姿の両方が描かれた。
堀川 史郎（ほりかわ しろう）
花丸商事営業部勤務。2月29日生まれ。娘と日々を慌ただしくかつ楽しんで暮す。夜更かし・朝寝坊・遊ぶのが大好きと、万事において子供っぽく、よく舞に蹴られたり部長に叱られたりしている。ピーマンが嫌い。亡き両親とは軋轢があったらしいが、そのことに関しては口が重いのか、娘にも話していない。
『だから美代子です』にもゲスト出演したことがある。
『まい・ほーむ』完結後も、『春と秋について』でゲスト出演している。
堀川 静江（ほりかわ しずえ）
家出した舞の母。家を出たことに負い目を感じているが、結局復縁することなく、後に知り合った男性と一緒に暮らす。『ゆあまいん』でも家出状態のままであるが、たまに舞と連絡をとっている模様。むんこ作品の女性キャラでは珍しく、正面顔がはっきり描かれない。

### 小学校関係者
ゆき & とも
舞の仲良しのクラスメイトで、ともに舞の父が大好きな女の子。髪をふたつにしばっている方が「ともちゃん」。
『ゆあまいん』では、舞や吉岡と進路が分かれたため出番は少ない。
吉岡 敦（よしおか あつし）
クラスメイトの男の子。『ゆあまいん』では、舞と並んでダブル主人公に。勉強は、それほど本腰を入れていなかったが、舞に勉強を教えたいとの思いから、小4以降は積極的に行うようになった。最初の夏休み頃から、堀川父娘と深く関わるようになる。舞に淡い好意を持ってはいるものの全くと言っていいほど進展がなかったが、中学の卒業式の日に告白し、高校進学後は順調に舞との交際を重ねている模様。なお、高校は舞とは別の学校に通っている。
桜井花子
舞の担任。家庭を切り盛りする舞を暖かく見守る。親と同居しているため家事が苦手。ザリガニやカエルが大の苦手。『らいか・デイズ』の東野麻美とは同僚。

### 花丸商事関係者
部長
堀川（父）の直属の上司。史郎に翻弄される一方、舞を娘のように可愛がってくれる。
野口（父） & 美幸（みゆき）
堀川（父）の同僚とその娘。
沢子 & 泉
堀川（父）の同僚の OL。2人とも『がんばれ!メメ子ちゃん』にも登場している。

### その他
ツアーで一緒になったお姉さん
ハワイ旅行に行った時に、一緒のツアーに参加したお姉さん。作中では名前が明かされなかったが『だって愛してる』の「八百八」の娘・菜々子（ななこ）。
和尚さん
堀川家の菩提寺の和尚さん。史郎の過去を知る人物で自称「史郎の親代わり」。

### 『ゆあまいん』からの登場人物
千絵（ちえ）
舞の、高校でのクラスメイト&バイト仲間。吉岡との恋の行方を、アドバイスを送りつつ見守る。時には、舞に厳しいツッコミを入れることも。
優（ゆう）
舞の、高校でのクラスメイト。箱入り娘ゆえ男子への免疫はゼロだが、舞の父親みたいな人がタイプらしい。
吉岡のクラスメイトたち
吉岡の、高校でのクラスメイトたち。数人登場しているが、名前は明かされていない。舞との関係を妬みつつも、2人の関係を応援したり、それをネタに盛り上がったりしている。

## 番外編
但し書きのないものは、『まい・ほーむ』での番外編。
- がんばれ!メメ子ちゃんと舞ちゃんin office（まんがくらぶオリジナル2006年8月号付録に掲載）
- がんばれ!メメ子ちゃんと舞ちゃんin summer（まんがライフセレクション2008年7/7増刊号に掲載）
上記2作の初出時題名は単に『がんばれ!メメ子ちゃんと舞ちゃん』。"in office" "in summer"は単行本第3巻収録時に添えられたもの。
- なつやすみのおもいで（まんがライフセレクション2006年11/7増刊号に掲載、ショートストーリー）
- みょー子さんと舞ちゃんと。（まんがライフセレクション2013年2月増刊号に掲載。『だから美代子です』第2巻に収録）
扉とラストのみ『ゆあまいん』の時間軸で描写されている。
- ゆあまいん・ぷち（まんがライフセレクション2014年9月増刊号に掲載。『ゆあまいん』単行本に収録）
『ゆあまいん』での番外編。舞たちの小4時代[3]も交えた話。

## 書籍情報
2019年末時点で、『まい・ほーむ 新装版』以外は電子書籍版も発行済。
- むんこ『まい・ほーむ』 竹書房〈バンブーコミックス〉、全3巻
  1. 2005年7月7日発行（2005年6月7日発売）、ISBN 4-8124-6180-4
巻末に、近代麻雀で掲載された『代打ちDAUTER』を併録。
  2. 2007年7月7日発行（2007年6月7日発売）、ISBN 978-4-8124-6596-7
  3. 2010年7月31日発行（2010年7月17日発売）、ISBN 978-4-8124-7411-2
巻末に、舞の高2時点を描いた書き下ろし『a girl in the second year of senior high school』あり[4]。

  - 『まい・ほーむ 新装版』 竹書房〈バンブーコミックス〉、上下巻
上巻 2015年6月19日発行（2015年6月5日発売）、ISBN 978-4-8019-5281-2
巻末に、竹書房漫画新人賞佳作受賞作である投稿作を『まい・ほーむ prototype』の題名で収録。
下巻 2015年7月21日発行（2015年7月7日発売）、ISBN 978-4-8019-5298-0
- むんこ『ゆあまいん』 竹書房〈バンブーコミックス〉、単巻
2014年12月1日発行（2014年11月17日発売）、ISBN 978-4-8019-5031-3